# Нінлан-Їський автономний повіт
27°17′03″ пн. ш. 100°51′06″ сх. д. / 27.2842° пн. ш. 100.85161° сх. д.
Нінлан-Їський автономний повіт (кит. 宁蒗彝族自治县, пін. Nínglàng Yízú Zìzhìxiàn) — один із повітів КНР у складі префектури Ліцзян, провінція Юньнань. Адміністративний центр — містечко Дасін.

## Географія
Нінлан-Їський автономний повіт лежить на висоті близько 2240 метрів над рівнем моря на сході пасма Гендуаншань.

### Клімат
Повіт знаходиться у зоні, котра характеризується океанічним кліматом субтропічних нагір'їв. Найтепліший місяць — червень із середньою температурою 19,4 °C. Найхолодніший місяць — січень, із середньою температурою 4,1 °С.
| Клімат повіту Нінлан-Ї  | Клімат повіту Нінлан-Ї | Клімат повіту Нінлан-Ї | Клімат повіту Нінлан-Ї | Клімат повіту Нінлан-Ї | Клімат повіту Нінлан-Ї | Клімат повіту Нінлан-Ї | Клімат повіту Нінлан-Ї | Клімат повіту Нінлан-Ї | Клімат повіту Нінлан-Ї | Клімат повіту Нінлан-Ї | Клімат повіту Нінлан-Ї | Клімат повіту Нінлан-Ї | Клімат повіту Нінлан-Ї |
| Показник                | Січ.                   | Лют.                   | Бер.                   | Квіт.                  | Трав.                  | Черв.                  | Лип.                   | Серп.                  | Вер.                   | Жовт.                  | Лист.                  | Груд.                  | Рік                    |
| Середній максимум, °C   | 15,5                   | 17,3                   | 20,2                   | 22,8                   | 24,7                   | 25,2                   | 24,6                   | 24,6                   | 23,2                   | 21,5                   | 18                     | 15,6                   | 21,1                   |
| Середня температура, °C | 4,1                    | 6,5                    | 9,9                    | 13,3                   | 17,2                   | 19,4                   | 19,1                   | 18,5                   | 16,7                   | 13,4                   | 8,3                    | 4,5                    | 12,6                   |
| Середній мінімум, °C    | −4,9                   | −2,9                   | 0,7                    | 4,6                    | 10,3                   | 14,7                   | 15,5                   | 14,7                   | 13                     | 8,1                    | 1,5                    | −3,4                   | 6                      |
| Норма опадів, мм        | 4.4                    | 4.2                    | 9.4                    | 18.3                   | 55.7                   | 164.1                  | 241.8                  | 213.5                  | 150.4                  | 58.1                   | 13                     | 3.2                    | 936.1                  |
| Вологість повітря, %    | 60                     | 54                     | 52                     | 56                     | 62                     | 74                     | 82                     | 83                     | 83                     | 79                     | 74                     | 68                     | 68.9                   |
| ----------------------- | ---------------------- | ---------------------- | ---------------------- | ---------------------- | ---------------------- | ---------------------- | ---------------------- | ---------------------- | ---------------------- | ---------------------- | ---------------------- | ---------------------- | ---------------------- |
| Джерело: data.cma.cn    |                        |                        |                        |                        |                        |                        |                        |                        |                        |                        |                        |                        |                        |